# Gahmuret
Gahmuret ist der Vater Parzivals, des eigentlichen Helden im gleichnamigen mittelhochdeutschen Versroman Wolframs von Eschenbach.
Das Schicksal des Vaters erzählt Wolfram als Vorgeschichte in den ersten zwei Büchern. Aller Wahrscheinlichkeit nach hat er die Erzählhandlung weitgehend selbst entworfen, anders als die zentrale Geschichte von Parzival und dem Gral, die auf eine französische Vorlage von Chrétien de Troyes zurückgeht. Aus diesem Grund sind gerade die Gahmuret-Bücher von besonderem Interesse für viele Wissenschaftler.

## Handlung um Gahmuret
Gahmuret ist der jüngere Sohn des Königs Gandin von Anschouwe. Nach dessen Tod soll der ältere der beiden Söhne den toten König allein beerben. Nach dem Wunsch des Volkes soll jedoch Gahmuret die Hälfte des Erbes erhalten, um der Gerechtigkeit genüge zu tun. Obwohl der ältere Bruder mit der Teilung des Erbes einverstanden ist, verlangt Gahmuret, der lieber die Welt erkunden will, nichts weiter als einen Tross für eine Reise. Nachdem ihm zugestanden wird, was er verlangt, begibt er sich auf Erkundungsfahrt.
Seine Reise geht nach Osten bis in den Orient, den Wolfram nicht – wie seinerzeit üblich – als ausgesprochen wundersam, sondern in recht nüchternem Ton beschreibt. Das gilt auch für seine Darstellungen der Heiden.
Im Orient heiratet Gahmuret die schöne Mohrenkönigin Belakane. Aus der Ehe geht ein Kind mit halb weißer und halb schwarzer Haut hervor, das Feirefiz genannt wird. Gahmuret verlässt seine Frau jedoch bereits vor dessen Geburt, vorgeblich, weil Belakane nicht getauft ist, sicher aber auch, weil er das Abenteuer liebt und sich deshalb nicht binden will, so dass er seinen Sohn aus der Verbindung mit Belakane niemals zu sehen bekommt.
Später fällt ihm in Spanien als Siegerpreis in einem Turnier die Hand der jung verwitweten Herzeloyde, einer Schwester des Gralskönigs Anfortas, zu. Obwohl Gahmuret diese Ehe zunächst nicht eingehen will, zwingt Herzeloyde ihn, den Turnierpreis anzunehmen. Gahmuret willigt erst ein, nachdem Herzeloyde ihm zugestanden hat, dass er regelmäßig Turniere besuchen darf. Achtzehn Monate lang leben die beiden in großer Liebe, bevor Gahmurets Abenteuerlust sich wieder bemerkbar macht und er zum zweiten Mal eine schwangere Ehefrau verlässt und nicht mehr zurückkehrt.
Noch vor der Geburt ihres Sohnes Parzival erfährt Herzeloyde vom Tod ihres Mannes, der während einer neuerlichen Reise in den Orient in einer Schlacht umgekommen war. Dies bewegt seine Frau Herzeloyde dazu, mit ihrem Sohn Parzival in der Wildnis zu leben, um diesen von einem Leben als Ritter und Abenteurer abzuhalten, damit sie nicht auch ihn noch verliert.
Parzival erlangt später durch die Verwandtschaft seiner Mutter mit dem Gralskönig Zugang zum Gralshof. Seinem Vater dagegen verdankt er die Verwandtschaft zum Artushof. Somit verbinden sich die beiden großen Verwandtschaftslinien des Romans in Parzival.
Zu erwähnen ist noch der doppelte Kursus der Gahmuret-Handlung: Das erste Buch, die Orientreise, und das zweite Buch, die Ehe mit Herzeloyde weisen signifikante Parallelen auf: Beide Frauen sind gerade erst verwitwete Königinnen und werben ungewöhnlich offensiv um Gahmuret. Schließlich werden beide von ihm schwanger zurückgelassen, da Gahmuret nicht von seinen ritterlichen Abenteuern lassen kann.